# Тапакуло перуанський
Тапакуло перуанський (Scytalopus femoralis) — вид горобцеподібних птахів родини галітових (Rhinocryptidae).

## Поширення
Ендемік Перу. Поширений у центральних Андах від півдня провінції Амазонас до Хуніна. Він досить поширений у підліску та на узліссях гірських лісів, переважно на висоті від 1400 до 2300 метрів над рівнем моря.

## Опис
Тіло завдовжки 12,5 см. Самці важать від 21 до 28 г, а самиці від 20 до 24 г. Дорослі особини мають темно-коричневу голову і спину з темно-коричневим нальотом, а круп темно-червоно-коричневий. Горло, груди та живіт блідо-сірі; боки і підхвістя коричневі з широкими темними смугами.